# Regenbrachvogel

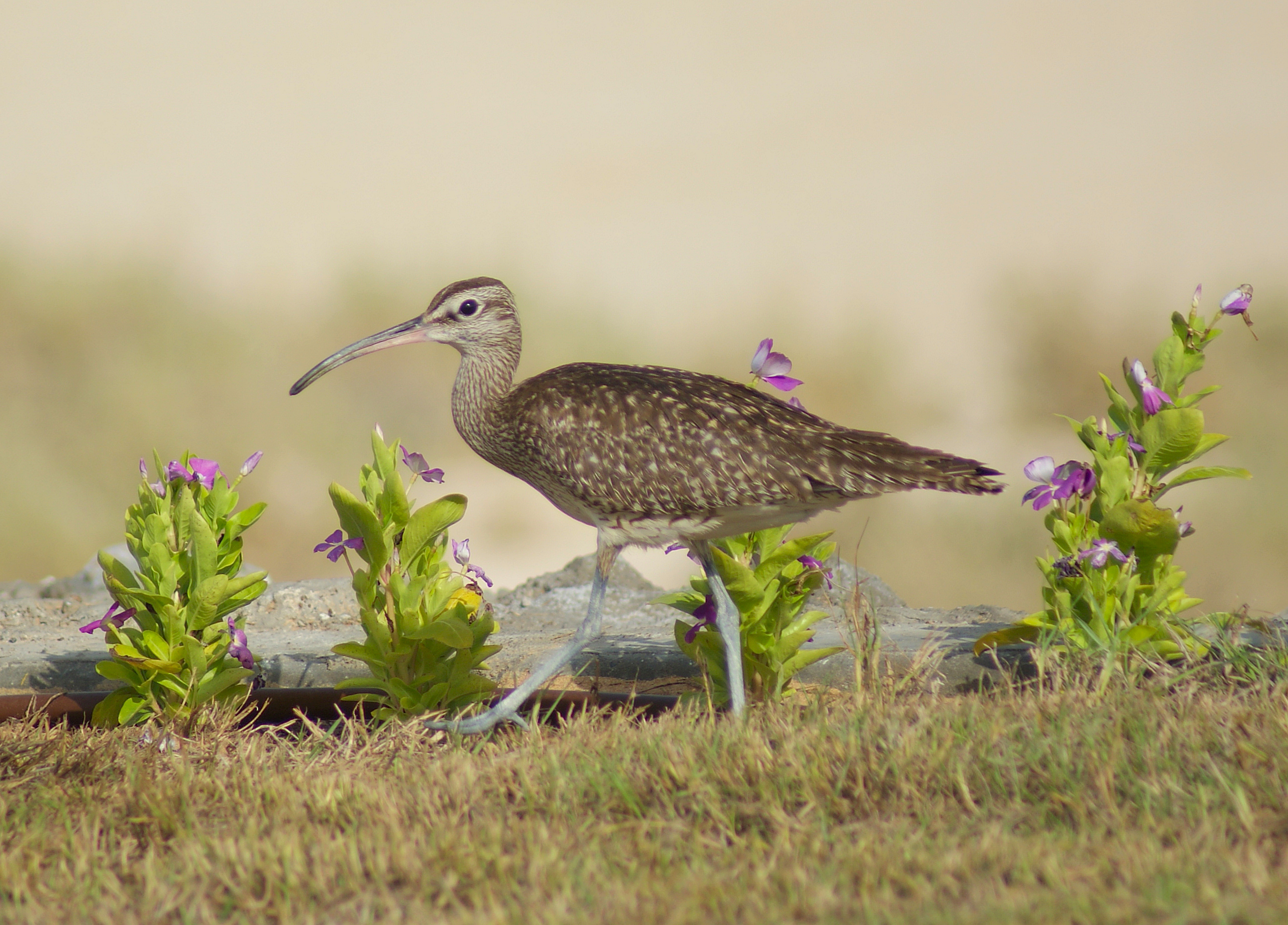
Regenbrachvogel auf Yas

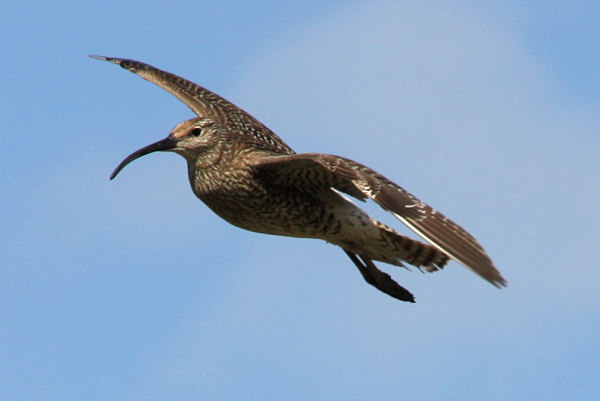
Regenbrachvogel auf Island

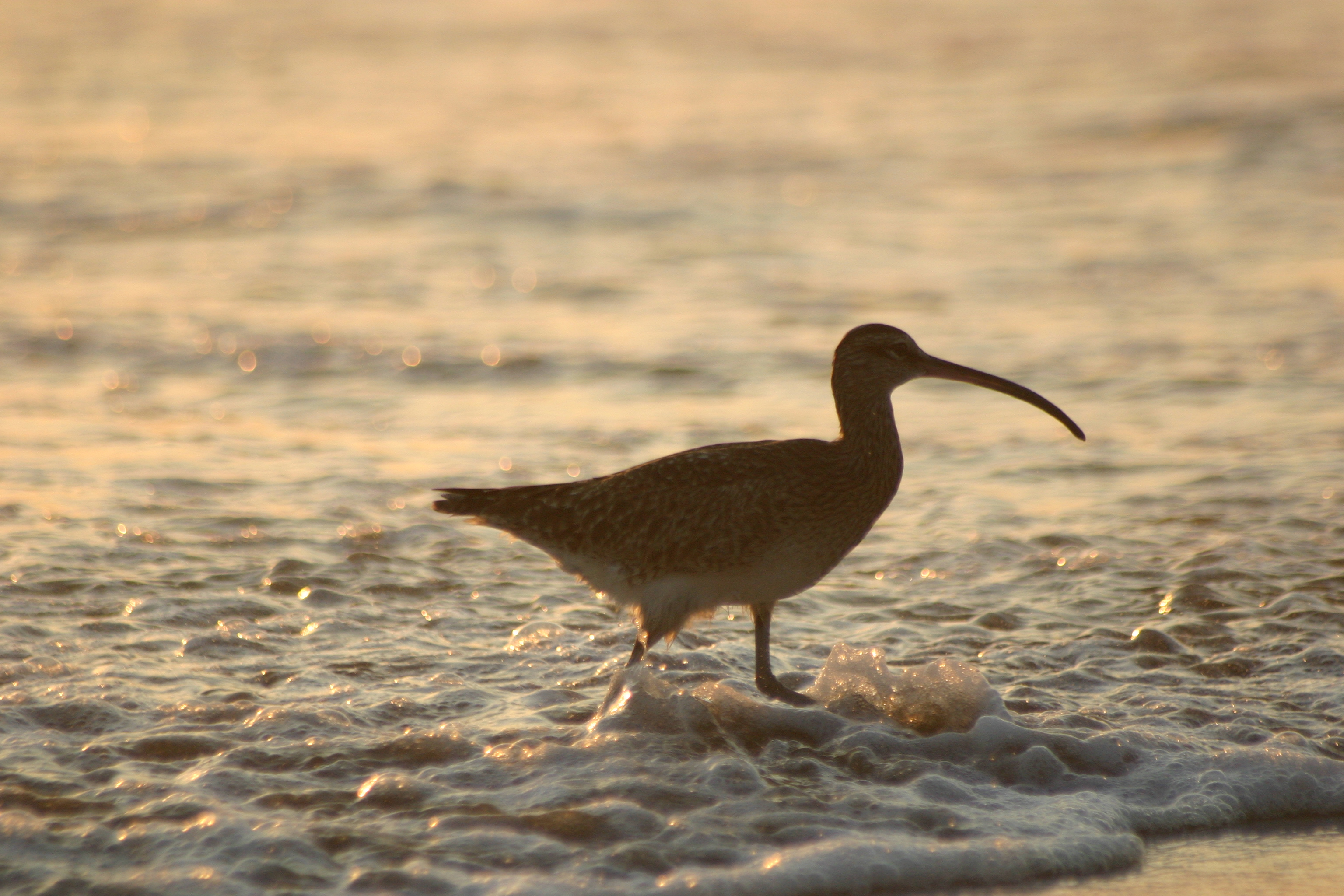
Regenbrachvogel der Unterart N. p. hudsonicus am Strand von Acapulco

Der Regenbrachvogel (Numenius phaeopus) ist mit einer Spannweite von 78–88 cm etwas kleiner als der  Große Brachvogel, auch der Schnabel ist kürzer und der Oberkopf ist hell und dunkel gestreift. Der Ruf dieser Vogelart ähnelt einem hellen Trillern.
In Mitteleuropa ist der Regenbrachvogel im Herbst und Frühjahr ein regelmäßiger Durchzügler. Er ist am häufigsten an den Küsten, regelmäßig aber auch im Binnenland zu beobachten. Einzelne Regenbrachvögel übersommern gelegentlich auch an den Küsten im Nordwesten Mitteleuropas.

## Erscheinungsbild
Der Regenbrachvogel erreicht eine Körperlänge von 40 bis 46 Zentimetern. Männchen wiegen zwischen 268 und 550 Gramm. Weibchen erreichen ein Gewicht zwischen 315 und 600 Gramm. Verglichen zu dem sehr ähnlichen Großen Brachvogel hat der Regenbrachvogel verhältnismäßig kürzere Beine und einen kürzeren und gleichmäßiger gekrümmten Schnabel. Der Scheitel ist auffallend dunkelbraun und wird durch eine helle, cremefarbene Mittellinie zweigeteilt. Rücken, Brust und Flanken sind dicht gefleckt. Der Bürzel ist weiß, was ihn unter anderem vom Zwerg- und vom Eskimobrachvogel unterscheidet, die beide braune Bürzel haben.
Frisch geschlüpfte Jungvögel sind auf der Oberseite hell gelblich-braun und auf der Körperunterseite weißlich-beige. An der Brust geht die Färbung in ein intensiveres Beige über. Auf dem Oberkopf befinden sich zwei parallel zueinander verlaufende schwarze Streifen, die auf der Stirn und im Nacken ineinander laufen. Der Zügelstreif ist kurz, schmal und dunkel und bei einzelnen Individuen nur undeutlich. Der Augenstreif ist breiter und deutlicher ausgeprägt. Auf dem Mantel und dem Vorderrücken befinden sich vier parallele dunkle Streifen. Auf dem Hinterrücken findet sich ähnlich wie bei den Jungvögeln des Großen Brachvogels ein dunkler, ringförmiger Fleck, der einen helleren Fleck einschließt. Die Beine und Zehen sind bläulich-grau und die Krallen sind dunkelgrau.

## Verbreitung und Lebensraum

Verbreitungsgebiete des Regenbrachvogels: Rotbraun = Brutgebiete, Gelb = Überwinterungsgebiete, Blau = Nichtbrüter

Das Brutareal des Regenbrachvogels erstreckt sich über die Tundren und die boreale Taigazone im Norden Eurasiens. Größere Verbreitungslücken gibt es in Mittel- und Ostsibirien. Die Art kommt ferner im Westen und Norden Alaskas sowie im Nordwesten Kanadas vor. Regenbrachvögel sind überwiegend Langstreckenzieher. Ihre Hauptüberwinterungsgebiete finden sich an den Küsten Afrikas, des Persischen Golfs, Indischer Ozeans, Südostasiens und Australiens. An den Küsten Westeuropas und an der Nordseeküste überwintern nur einzelne Individuen. Der Winterbestand an den atlantischen Küste Afrikas beträgt dagegen 50.000 Individuen.
Die Regenbrachvögel leben in nordischen Mooren, vermoorten Seeufern, Strandwiesen und im Wiederaufwuchs nach Waldbränden, aber immer nahe am Wasser. Während des Durchzugs sind sie an sandigen, schlammigen aber vor allem an felsigen Küsten zu beobachten. In den tropischen Winterquartieren halten sie sich an Korallenriffen, in Mangrovensümpfen und an offenen Küsten auf.

## Nahrung
Der Regenbrachvogel ortet seine Nahrung zu einem sehr großen Teil visuell, sodass die Beute überwiegend aus oberflächenbewohnenden Organismen besteht. An den Küsten sind Krabben, Garnelen, Sandhüpfer und Meeresschnecken wie Ufer- und Wellhornschnecken seine Hauptnahrung. Im Binnenland frisst er überwiegend Insekten und deren Larven sowie Schnecken und Regenwürmer. Vor allem während der Brutzeit spielt vegetarische Nahrung eine Rolle. Eine besondere Bedeutung haben die Beeren der Schwarzen Krähenbeere.

## Fortpflanzung

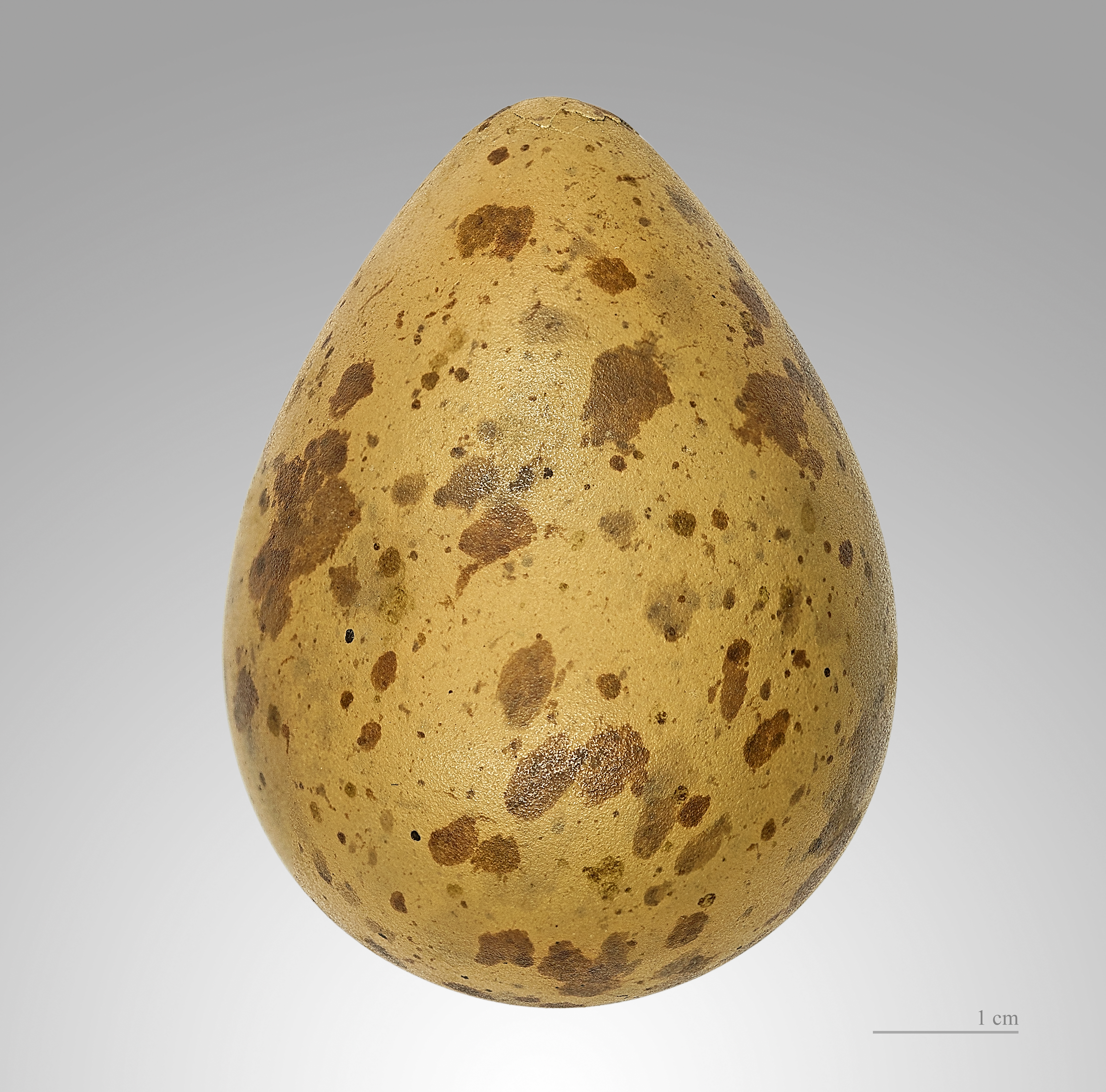
Ei eines Regenbrachvogels

Regenbrachvögel sind reviertreu, dadurch kommt es nach Ankunft im Brutgebiet häufig zu einer Wiederverpaarung mit dem Partnervogel des Vorjahres. Der Balzflug der Regenbrachvögel ähnelt dem des Großen Brachvogels. Die Männchen steigen in einem Winkel von 45° etwa 150 bis 300 Meter hoch und beginnen dann, weite Kreise zu ziehen. Flatternde Steigflüge wechseln sich dabei mit flachen Gleitphasen ab, bei denen die Flügel steif abwärts gebogen, der Kopf erhoben und der Hals eingezogen sind. Nach der Landung lassen sie mehrfach einen wimmernden Ruf hören. Zum Balzverhalten auf dem Boden gehört unter anderem auch ein Präsentieren des weißen Bürzels durch ein Spreizen des Schwanzes.
Das Nest wird von den Vögeln in die Bodenvegetation gedrückt. Es ist eine flache Mulde, die spärlich mit Pflanzenteilen der nächsten Umgebung ausgelegt wird. Die Brutzeit beginnt im Mai. Das Gelege besteht in der Regel aus vier Eiern, seltener drei oder fünf. Die Eier sind oval bis kreiselförmig und haben eine glatte, schwach glänzende Oberfläche. Sie ähneln den Eiern des Großen Brachvogels, sind aber kleiner und meist dunkler. Sie haben eine hellgrüne oder hellolive Farbe mit dunkleren Klecksen, Punkten und Sprenkeln. Einzelne Eier können auch eine grobe Kritzelzeichnung aufweisen. Ab Ende Mai schlüpfen die ersten Jungvögel aus den 3–4 Eiern. Sie verlassen das Nest, sobald die Daunen getrocknet sind und werden von beiden Elternvögeln über einen Zeitraum von fünf bis sechs Wochen geführt. Im Juli werden die Jungen flügge.

## Bestand
Der europäische Brutvogelbestand wird auf 160.000 bis 360.000 Brutpaare geschätzt. Etwa 100.000 bis 250.000 Brutpaare kommen in Island vor. Europäische Länder mit mehr als 8.000 Brutpaaren sind Finnland, Norwegen, der europäische Teil Russlands und Schweden.
Die Regenbrachvogel gilt als eine der Arten, die vom Klimawandel besonders betroffen sein wird. Ein Forschungsteam, das im Auftrag der britischen Umweltbehörde und der RSPB die zukünftige Verbreitungsentwicklung von europäischen Brutvögeln auf Basis von Klimamodellen untersuchte, geht davon aus, dass sich bis zum Ende des 21. Jahrhunderts das Verbreitungsgebiet des Regenbrachvogels deutlich verkleinern und nach Norden verschieben wird. Der größte Teil des heutigen Verbreitungsgebietes bietet dieser Art keine geeigneten Lebensräume mehr, neue potentielle Verbreitungsgebiete auf Spitzbergen, Nowaja Semlja und den daran angrenzenden Regionen im Nordosten Russlands können den Arealverlust nach diesen Prognosen nicht kompensieren.

## Belege

### Einzelbelege
1. ↑  Lars Svensson (Text, Karten), Killian Mullarney, Dan Zetterström (Illustrationen und Bildlegenden): Der Kosmos Vogelführer: alle Arten Europas, Nordafrikas und Vorderasiens. 2. Auflage. Kosmos, Stuttgart 2011, ISBN 978-3-440-12384-3, S. 82 (schwedisch: Fågelguiden. Übersetzt von Peter H. Barthel).
2. ↑   Bauer et al., S: 461
3. ↑   Bauer et al., S. 461
4. ↑  Colston et al., S: 182
5. ↑  Harrison et al., S. 144
6. ↑   Bauer et al., S. 461 und S. 462
7. ↑   Bauer et al., S. 462
8. ↑   Colston et al., S. 182
9. ↑   Colston et al., S. 183
10. ↑   Bauer et al., S. 462
11. ↑   Colston et al., S. 183
12. ↑   Harrison et al., S. 144
13. ↑   Bauer et al., S. 462
14. ↑  Brian Huntley, Rhys E. Green, Yvonne C. Collingham, Stephen G. Willis: A Climatic Atlas of European Breeding Birds, Durham University, The RSPB and Lynx Editions, Barcelona 2007, ISBN 978-84-96553-14-9, S. yy